# Pleocoma fimbriata
Pleocoma fimbriata is een keversoort uit de familie Pleocomidae. De wetenschappelijke naam van de soort is voor het eerst geldig gepubliceerd in 1856 door LeConte.